# Лори (Мисури)
Лори (енгл. Laurie) град је у америчкој савезној држави Мисури.

## Демографија
По попису из 2010. године број становника је 945, што је 282 (42,5%) становника више него 2000. године.
| Група             | 2000.       | 2010.       |
| Белци             | 641 (96,7%) | 922 (97,6%) |
| Афроамериканци    | 3 (0,5%)    | 2 (0,2%)    |
| Азијати           | 0 (0,0%)    | 0 (0,0%)    |
| Хиспаноамериканци | 5 (0,8%)    | 6 (0,6%)    |
| Укупно            | 663         | 945         |